# Tipula (Bellardina) praelauta
Tipula (Bellardina) praelauta is een tweevleugelige uit de familie langpootmuggen (Tipulidae). De soort komt voor in het Nearctisch en Neotropisch gebied.